# Metropolitana di Napoli
La metropolitana di Napoli è una rete di tre linee metropolitane a servizio della città di Napoli e in parte del suo circondario, integrate in una più ampia rete di servizi su ferro aventi origini e caratteristiche diverse, contraddistinti in alcuni documenti di pianificazione da un sistema di numerazione comune.
Si compone di tre linee di cui due di tipo tradizionale o pesante e una di tipo leggera: la linea 1, inaugurata nel 1993, di tipo tradizionale e caratterizzata dal colore giallo, la linea 6, aperta per la prima volta nel 2007, di tipo leggero e caratterizzata dal colore blu, e la linea 11 (nota anche come linea arcobaleno), aperta nel 2005, di tipo pesante e caratterizzata dal colore arancione. Mentre le prime due sono gestite dall'Azienda Napoletana Mobilità (ANM), l'ultima fa invece capo all'Ente Autonomo Volturno (EAV). Con la sua estensione di 36,4 km, risulta la terza rete metropolitana più estesa d'Italia, preceduta da quella di Milano e quella di Roma.
La rete risulta a sua volta interconnessa al più vasto servizio ferroviario metropolitano di Napoli oltre che alle funicolari cittadine: tale sistema è caratterizzato da un sistema di numerazione condiviso, tariffazione integrata e vari nodi di interscambio. In particolare, sono presenti interscambi sia con la linea 2 (operata da Trenitalia sul passante ferroviario), sia con le linee della Circumvesuviana, sia con la Cumana.
Attualmente sono in corso i lavori di costruzione di 3 nuove stazioni sulla linea 1 fino a Capodichino, più altre 4 nuove stazione in comune tra le linee 1 e 11 da Piscinola-Scampia a Di Vittorio; a queste va aggiunta anche la stazione di Melito in corso di ultimazione sulla linea 11. Inoltre sono in corso di progettazione l'estensione della linea 6 verso Nisida e Posillipo e la realizzazione della nuova linea 10 che collegherà il centro di Napoli con la periferia nord-est fino alla stazione di Napoli Afragola.

## Rete
La rete metropolitana si compone attualmente di tre linee:
| Linea  | Inizio            | Fine               | Apertura | Ultima estensione | Tracciato | Stazioni | Tipologia    | Materiale rotabile | Passeggeri giornalieri (2024) | Tempo di percorrenza | Numero treni |
| ------ | ----------------- | ------------------ | -------- | ----------------- | --------- | -------- | ------------ | ------------------ | ----------------------------- | -------------------- | ------------ |
|        | Piscinola-Scampia | Centro Direzionale | 1993     | 2025              | 20,7 km   | 20       | tradizionale | CAF Inneo          | 109.600                       | 33 min               | 19           |
|        | Municipio         | Mostra             | 2007     | 2024              | 5,5 km    | 8        | leggera      | Serie L6           | 3.900                         | 16 min               | 5            |
|        | Piscinola-Scampia | Aversa Centro      | 2005     | 2009              | 10,2 km   | 5        | tradizionale | MA 100             | 3.639                         | 12 min               | 11           |
| Totale | Totale            | Totale             | Totale   | Totale            | 36,4 km   | 31       |              |                    | 117.139                       |                      | 35           |

## Storia

### Prodromi: il progetto di Lamont Young e la Metropolitana FS
Il primo progetto riguardante la costruzione di una linea metropolitana per la città partenopea risale al 1874 e fu opera dell'architetto britannico Lamont Young, il quale espose, ad un concorso bandito dal comune per la costruzione di linee tranviarie, la realizzazione di una linea che collegasse la stazione Centrale con le zone di Bagnoli e Posillipo, servendo anche il quartiere collinare del Vomero tramite la costruzione di un lungo ascensore con un dislivello di 162 metri. Il progetto fu negli anni revisionato e poi presentato al consiglio comunale nel 1888, ma non fu però perseguito per la mancanza di fondi soprattutto da parti di enti privati. Il progetto di Lamont Young venne poi recuperato nel 1902 dagli ingegneri Ferdinando Serio e Dionigi Gallarati: i due proposero la costruzione di una fitta rete metropolitana che si sarebbe estesa in modo radiale dal Vomero (piazza Vanvitelli) raggiungendo diversi punti nevralgici come la stazione Centrale, piazza Dante, San Ferdinando (piazza del Plebiscito), Mergellina, Soccavo e persino i Camaldoli e Agnano. Dopo diverse revisioni, il progetto finale fu approvato nel 1911 e il 15 giugno 1913 venne posata la prima pietra a piazza del Plebiscito alla presenza del re Vittorio Emanuele III di Savoia. Tuttavia, i lavori non ebbero seguito e il progetto fu abbandonato.

Nel 1925 venne inaugurata la metropolitana FS, oggi linea 2

Nel 1925 a Napoli fu inaugurato il primo passante ferroviario urbano d'Italia munito di stazioni sotterranee,  gestito dalle Ferrovie dello Stato, e noto come "metropolitana FS". La linea tutt'oggi è di fondamentale importanza per la città poiché collega la periferia ovest (Bagnoli) con quella est (San Giovanni-Barra) passando per i punti nevralgici del centro cittadino, come Fuorigrotta, Mergellina, piazza Amedeo, Montesanto, piazza Cavour e piazza Garibaldi. Dal 1997 il servizio è denominato come linea 2 nel piano comunale trasporti.

### Gli anni '60: il progetto di una metropolitana moderna
La storia della linea 1 inizia negli anni sessanta, quando si iniziò a pensare alla realizzazione di una quinta funicolare che collegasse i Colli Aminei con il centro della città, spingendosi fino alla zona di Capodimonte. Il progetto di funicolare fu però subito riconvertito in quello di metropolitana, data l'impossibilità di adottare un sistema a fune per un percorso così lungo. Essa, proprio per la sua elevata pendenza e le zone collinari attraversate, fu denominata inizialmente metropolitana collinare, ed in seguito, prima della fine degli scavi, linea 1.

### Dagli anni '70 agli anni '90: i cantieri della linea 1 e della linea 6

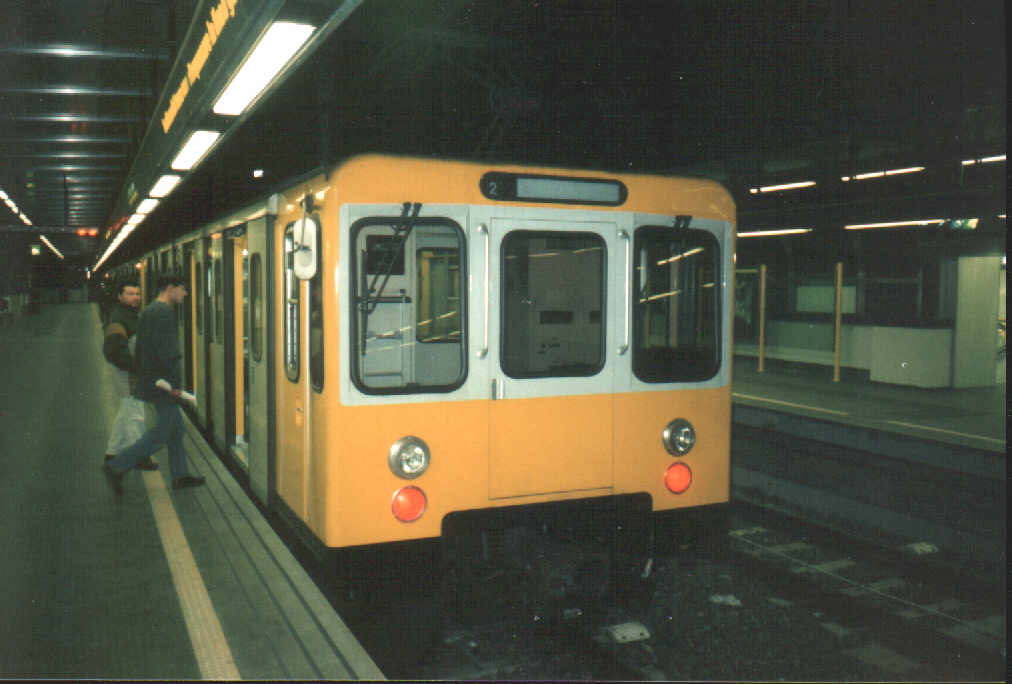
Nel 1993 viene inaugurata la linea 1, detta metropolitana collinare

Gli scavi della linea 1 cominciano il 22 dicembre 1976, ma subiscono una brusca frenata per il terremoto dell'Irpinia del 1980. Con la ripresa degli scavi i lavori proseguono lentamente a causa della complessa struttura morfologica del territorio cittadino (prevalentemente collinare) ma anche per problemi di carattere prettamente economico.
Il 28 marzo 1993 entra in funzione la prima tratta collinare Vanvitelli-Colli Aminei che collega il Vomero con la zona ospedaliera.
Il 19 luglio 1995 viene inaugurata la tratta in viadotto Colli Aminei-Piscinola che collega la zona collinare con l'area nord di Napoli.

### Il XXI secolo, l'inaugurazione della linea 11 e il completamento della linea 6
Dagli anni 2000 in poi, la costruzione delle nuove opere relative alla metropolitana di Napoli ha visto un importante contributo economico dell'Unione europea, tramite i fondi FESR e PON Metro.
Nel 2001 si raggiunge il centro della città con la stazione Museo e viene inaugurato il corridoio di collegamento con la stazione di Piazza Cavour della storica Linea 2. Nel corso degli anni vengono inaugurate le stazioni Dante, Salvator Rosa e Materdei.
Nel 2005 viene inaugurata la linea 11 che, tramite interscambio con la linea 1 a Piscinola-Scampia, crea un collegamento con i comuni dell'area nord.

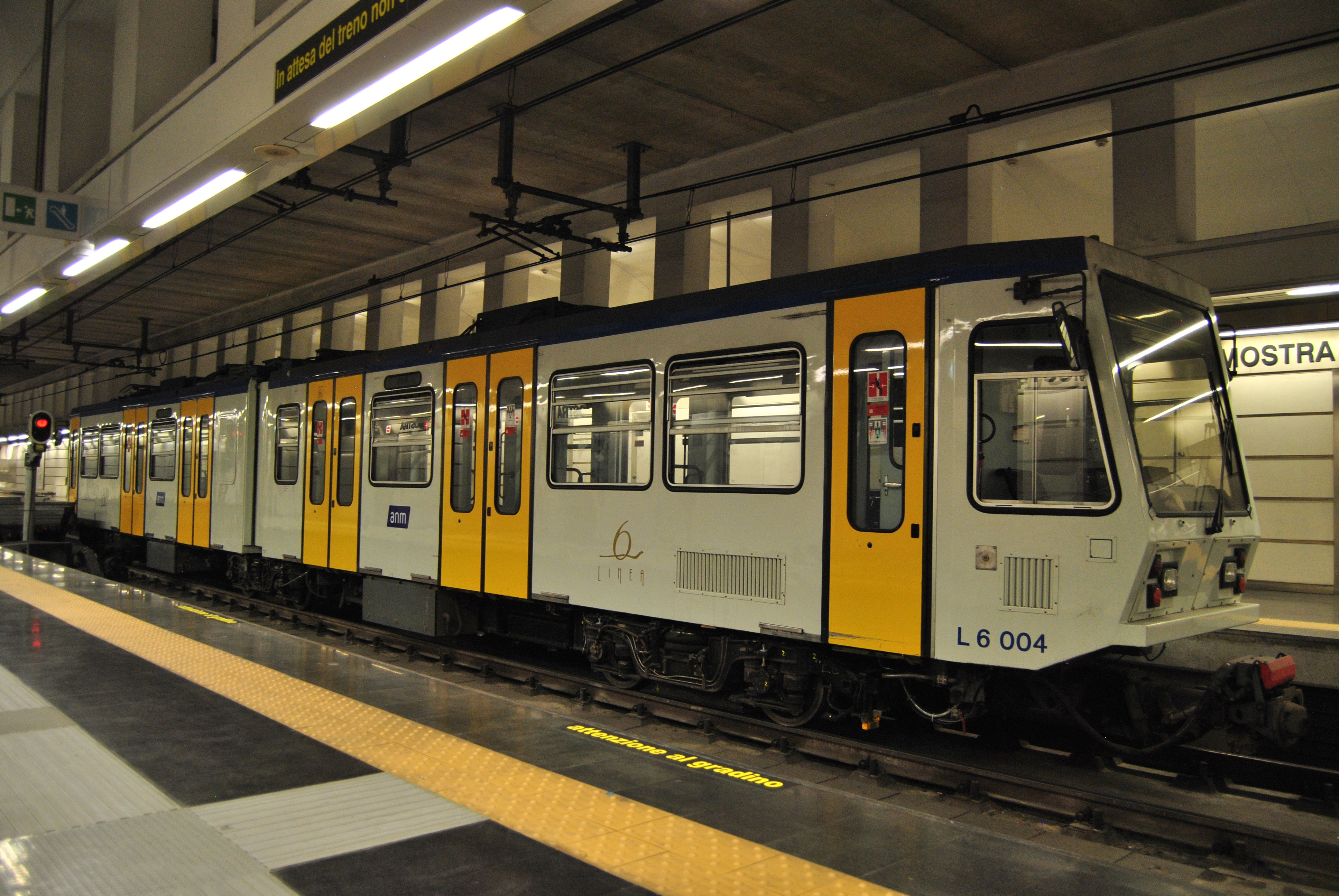
Nel 2007 viene inaugurata la linea 6

Nel 2007 entra in funzione anche la linea 6, una metropolitana leggera che collega il quartiere Fuorigrotta, nell'area ovest della città, a Mergellina. La linea è stata costruita in parte sul tracciato della "Linea Tranviaria Rapida" (LTR), una linea metrotranviaria progettata negli anni ottanta che avrebbe dovuto collegare la zona di Fuorigrotta al quartiere Ponticelli, nell'area est della città. I lavori però non furono mai portati a termine e dopo una serie di lunghe vicissitudini si decise di riconvertire le opere già realizzate in metropolitana. Dopo essere stata aperta con 4 stazioni, a causa della scarsa attrattiva la linea è stata chiusa al pubblico nel 2013 per poter proseguire i lavori in modo più celere. Negli ultimi anni la linea 6 ha infine raggiunto il quartiere Chiaia e termina a piazza Municipio dove trova un nodo di interscambio con la Linea 1.
Nel 2009 venne estesa la linea 11 con nuove stazioni a Giugliano e Aversa.
Nel biennio 2011-2012 sono state inaugurate le stazioni Toledo e Università della Linea 1. Il 31 dicembre 2013 è stata inaugurata l'apertura all'esercizio della stazione Garibaldi (progettata da Dominique Perrault), permettendo di collegare con un unico interscambio la Linea 2, la Circumvesuviana e la rete ferroviaria nazionale, nonché quella dell'alta velocità, con la linea 1. Il 2 giugno 2015 viene messa in esercizio la stazione Municipio, mentre il 6 agosto 2021, dopo venti anni di cantieri, è stata inaugurata ed aperta al pubblico la stazione Duomo.
Il 16 luglio 2024, dopo oltre dieci anni di chiusura, la linea 6 è stata nuovamente inaugurata contestualmente all'apertura della nuova tratta Mergellina-Municipio, mentre il 1º aprile 2025 la linea 1 è stata prolungata alla stazione di Centro Direzionale.

### Cronologia
| Data              | Tratta o stazione                | Linea | Annotazioni |
| ----------------- | -------------------------------- | --- | --- |
| 28 marzo 1993     | Vanvitelli - Colli Aminei        | | |
| 19 luglio 1995    | Colli Aminei - Piscinola-Scampia | | |
| 14 aprile 2001    | Vanvitelli - Museo               | Provvisoriamente esercita a binario unico ed è servita da un collegamento navetta che è stato terminato il 14 dicembre 2002 | |
| 27 marzo 2002     | Museo - Dante                    | Provvisoriamente esercita a binario unico ed è servita da un collegamento navetta che è stato terminato il 14 dicembre 2002 | |
| 5 luglio 2003     | Materdei                         | Stazione compresa nella tratta Vanvitelli - Museo                                                                           | |
| 16 luglio 2005    | Piscinola-Scampia - Mugnano      | | |
| 4 febbraio 2007   | Mostra - Mergellina              | | |
| 24 aprile 2009    | Mugnano - Aversa Centro          | | |
| 26 marzo 2011     | Dante - Università               | | Provvisoriamente esercita a binario unico ed è servita da un collegamento navetta che è stato terminato il 2 dicembre 2013 |
| 17 settembre 2012 | Toledo                           | Stazione compresa nella tratta Dante - Università                                                                           | |
| 31 dicembre 2013  | Università - Garibaldi           | L'intera linea funziona a doppio binario senza interruzioni                                                                 | |
| 2 giugno 2015     | Municipio                        | Stazione compresa nella tratta Dante - Università                                                                           | |
| 6 agosto 2021     | Duomo                            | Stazione compresa nella tratta Università - Garibaldi                                                                       | |
| 17 luglio 2024    | Municipio - Mergellina           | | |
| 1º aprile 2025    | Garibaldi - Centro Direzionale   | | |

## Le linee

### Linea 1

Mappa della linea 1

La linea 1 collega la città da nord-ovest, con capolinea Piscinola-Scampia, a sud-est con capolinea Centro Direzionale. Dunque, unisce il centro cittadino con la zona collinare del Vomero, la zona ospedaliera fino ad arrivare a Piscinola.
Inaugurata nel 1993, è stata la prima metropolitana su tracciato riservato della città: chiamata anche Collinare  in quanto presenta diversi tratti in pendenza e un tratto di galleria "a spirale". Nel corso degli anni sono state aggiunte numerose stazioni fino ad arrivare al numero di 20. Sono in costruzione e in progetto ulteriori prolungamenti: la linea in base ai lavori e ai progetti diventerà un vero e proprio anello ferroviario.
La linea 1 è interconnessa alle altre 2 linee metropolitane (6, 11) oltre che la linea 2 del servizio ferroviario metropolitano e le funicolari cittadine.
Essa serve quindi complessivamente 20 stazioni, raggiungendo una pendenza massima di 55‰; per il trasporto all'interno delle stazioni, sono presenti 52 ascensori e 108 strumenti quali scale mobili, marciapiedi mobili, piattaforme elevatrici e montascale.
Effettua ogni giorno circa 242 corse dalle 6:00 alle 23:00 (il venerdì e il sabato il servizio è prolungato fino alle 2:00), con una frequenza pari a 9 minuti nella maggior parte della giornata e con una velocità media di 32 km orari.

### Linea 6

Mappa della linea 6

La linea 6 collega la città dal centro, con capolinea Municipio, nel quartiere San Ferdinando, a ovest, con capolinea Mostra, nel quartiere Fuorigrotta. 
Nata come tranvia veloce e trasformata in seguito in metropolitana leggera, la linea 6 è stata inizialmente inaugurata l'11 gennaio 2007 ed era composta da 4 stazioni: Mostra, Augusto, Lala e Mergellina. A causa della brevità del tracciato e della sua sovrapposizione alla linea 2 e alla ferrovia Cumana, non vide grande affluenza di viaggiatori, per cui fu decisa la sospensione del servizio a partire dal 2013, per consentire la conclusione dei lavori nella tratta Mergellina-Municipio, stazione in cui sarebbe avvenuto l'interscambio con la linea 1. Dopo oltre 10 anni dalla chiusura, il 16 luglio 2024 la linea è stata nuovamente inaugurata, con la nuova estensione fino a Municipio, comprendendo le stazioni di Arco Mirelli, San Pasquale e Chiaia. Nella prima fase di esercizio, è prevista una frequenza di un treno ogni 13,5 minuti, dalle 7:30 alle 15:30. Come la linea 1, anche la linea 6 è gestita da ANM. Tutte le fermate fanno parte del circuito delle stazioni dell'arte.

### Linea 11

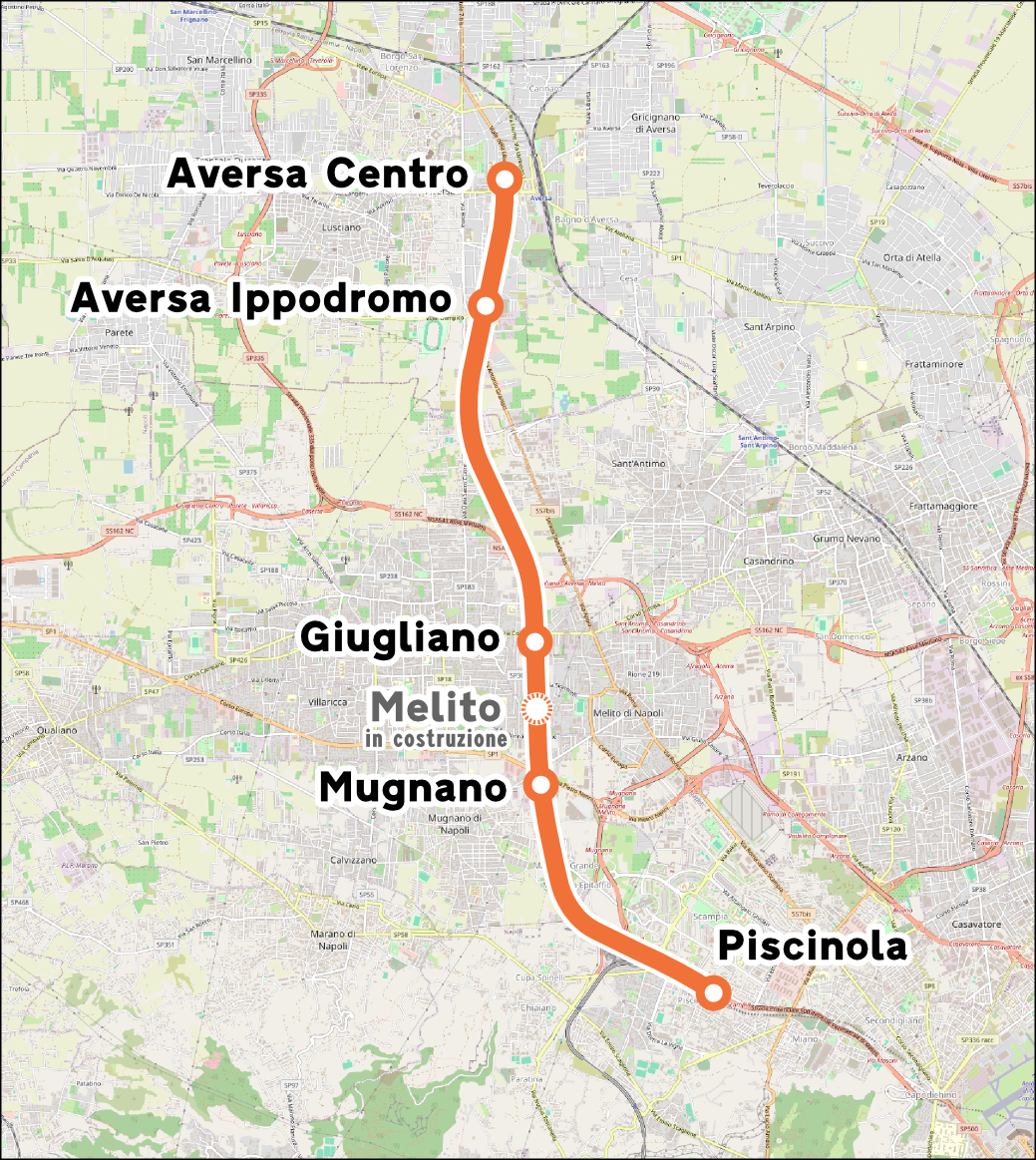
Mappa della linea 11

La linea 11 collega la città da nord-ovest, con capolinea Piscinola-Scampia al nord del suo circondario con capolinea Aversa Centro nel comune di Aversa. Il suo percorso è interamente sotterraneo. 
La linea costituisce la ricostruzione e riconversione in metropolitana pesante dell'Alifana bassa, linea ferroviaria a scartamento ridotto dismessa nel 1976. Svolge servizio urbano con due fermate nella città di Aversa collegandola a Giugliano e al quartiere Scampia della periferia di Napoli e quindi all'area collinare napoletana tramite interscambio con la linea 1. Svolge servizio in tre aree territoriali distinte (agro aversano, giuglianese e comune di Napoli) sia nella città metropolitana di Napoli sia nella provincia di Caserta, risultando la prima metropolitana interprovinciale costruita in Italia.

## Servizio

### Titoli di viaggio
Per usufruire del servizio delle linee 1 e 6 per una singola corsa è necessario un biglietto di corsa singola di tipo "B" dell'ANM, al costo di 1,50 euro. Sono validi per viaggi lungo la rete metropolitana i biglietti giornalieri e settimanali e gli abbonamenti mensili e annuali dell'ANM e i biglietti e gli abbonamenti integrati appartenenti al sistema UnicoCampania. 
Per la linea 11 gestita da EAV è necessario un biglietto aziendale EAV, oppure un biglietto integrato di UnicoCampania.

### Orari di apertura
Il servizio della linea 1 inizia alle ore 6:00 del mattino e termina intorno all'1:30 il venerdì e il sabato mentre termina alle 23:00 dalla domenica al giovedì.
Per quanto riguarda la linea 6, il servizio inizia tutti i giorni alle 7:30 e termina temporaneamente intorno alle 15:00, a regime terminerà in tarda serata.
Infine, per la linea 11, il servizio inizia tutti i giorni alle 6:00 e termina alle 22:00.
Il servizio viene effettuato ininterrottamente con tale orario tutto l'anno.

### Rete notturna
Dal 7 dicembre 2011 è in servizio la rete sostitutiva di superficie notturna, che, copre il servizio tutte le notti nella fascia oraria in cui la metropolitana è chiusa.
- N1 P.le Tecchio - P.zza Garibaldi
- N2 P.le Tecchio (M2/M6) - Posillipo (linea temporaneamente sospesa)
- N3 Gianturco (M2) - Vomero (M1)
- N4 Gianturco (M2) - Camaldoli (linea temporaneamente sospesa)
- N5 Gianturco (M2) - Scampia (M1)
- N6 P.le Tecchio (M2/M6) - Pianura
- N7 P.le Tecchio - Arenella - Vomero
- N8/N8S Gianturco - Scampia (linea temporaneamente sospesa)
- 460 Brin - Giugliano

Su queste linee valgono gli stessi titoli di viaggio utilizzabili per la metropolitana.

## Caratteristiche tecniche

### Scartamento
Lo scartamento dei binari è per tutte le linee quello ordinario di 1 435 millimetri. La circolazione è a destra.

### Alimentazione
Tutte le linee sono alimentate elettricamente in corrente continua.

### Sistemi di segnalamento
| Linea | Segnalamento | Sistemi di Sicurezza                                                                 | Grado di automazione                                                 |
| --- | --- | ------------------------------------------------------------------------------------ | -------------------------------------------------------------------- |
| | Nella tratta Piscinola-Dante: Luminoso tradizionale con circuiti di binario e segnali a vista (in alcune tratte anche con marcia a vista in galleria, specialmente nei primi anni) - in dismissione graduale; dismissione definitiva nel 2026 | Ripetizione segnali in cabina, frenatura di emergenza in caso di superamento segnali | Manuale (GoA 1)                                                      |
| Nella nuova tratta: Adeguamento infrastrutturale con sistema SCADA per prossimo passaggio a un sistema di tipo CBTC (entro il 2025/26) | In futuro: ATO (funzionamento regolare), ATP (condotta manuale) | Semi-Automatico (GoA 2) possibile sulla nuova tratta, ma non ancora attivo           |                                                                      |
| | Blocco radio con sistema Ansaldo STS CBTC (Urbalis), installato negli anni 2000, aggiornato nel 2024 | ATO (funzionamento regolare), ATP (condotta manuale) integrati nel sistema CBTC      | Semi-Automatico (GoA 2); possibile evoluzione futura a GoA 3 o GoA 4 |
| | Controllo su binario tradizionale con codifica elettrica e sistema SCADA | Ripetizione segnali in cabina, frenatura di emergenza in caso di superamento segnali | Manuale (GoA 1)                                                      |

### Copertura telefonica e internet
A partire dalla fine del 2022, sono iniziati i lavori per dotare la linea 1 della metropolitana di Napoli della copertura con le reti 4G e 5G.
La prima tratta a beneficiare di questa copertura è quella compresa tra le stazioni Vanvitelli e Toledo, attiva da agosto 2024. Entro dicembre 2024 la copertura è stata estesa alla tratta Dante - Garibaldi.
In futuro la copertura sarà estesa alla restante tratta da Colli Aminei a Medaglie d'Oro, esclusa la tratta su viadotto Piscinola-Scampia - Frullone-San Rocco che essendo in superficie dispone di copertura di rete tradizionale.
Questo intervento è il risultato di un accordo tra Cellnex Italia, il Comune di Napoli e l'ANM. L'infrastruttura DAS (Distributed Antenna System) multi-operatore si estende su un tratto complessivo di 12 km e comprende 570 micro antenne distribuite in 16 stazioni della linea 1. Inoltre, è stata installata un'infrastruttura di fibra ottica che copre 12 km di gallerie, permettendo a diverse stazioni di offrire una rete WiFi gratuita per gli utenti.

## Materiale rotabile

### Parco veicoli
Al 2025, il materiale rotabile risulta composto da tre tipi diversi di convogli:

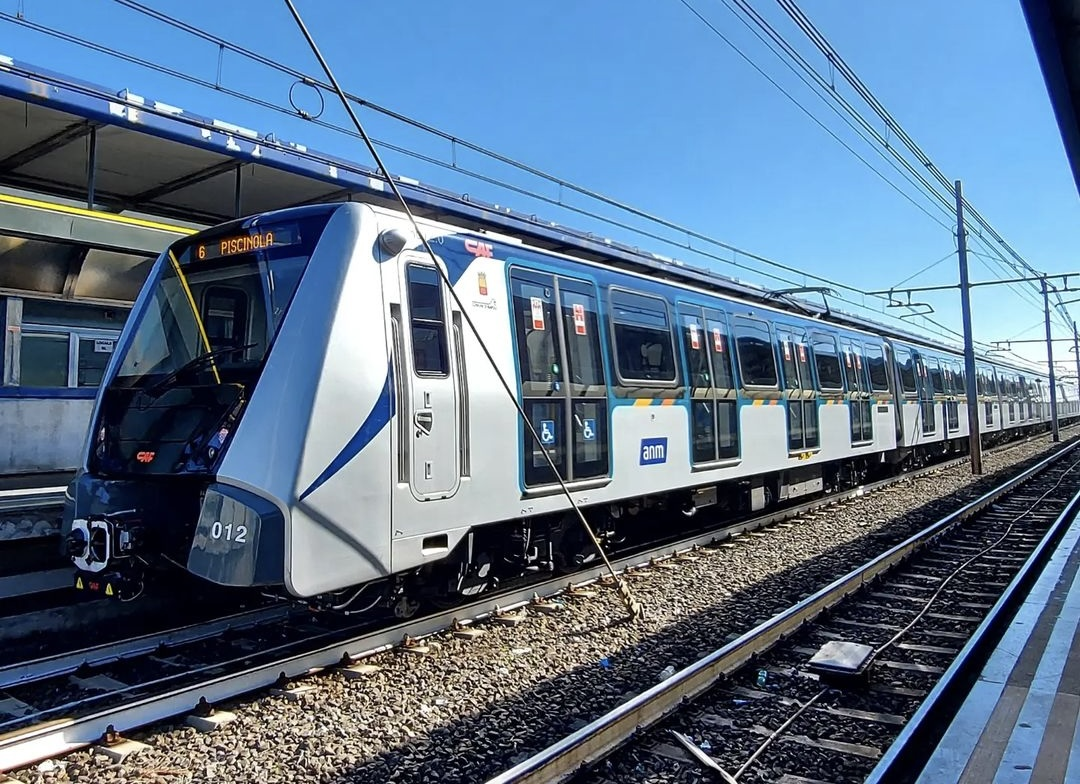
CAF Inneo (linea 1 e linea 11)
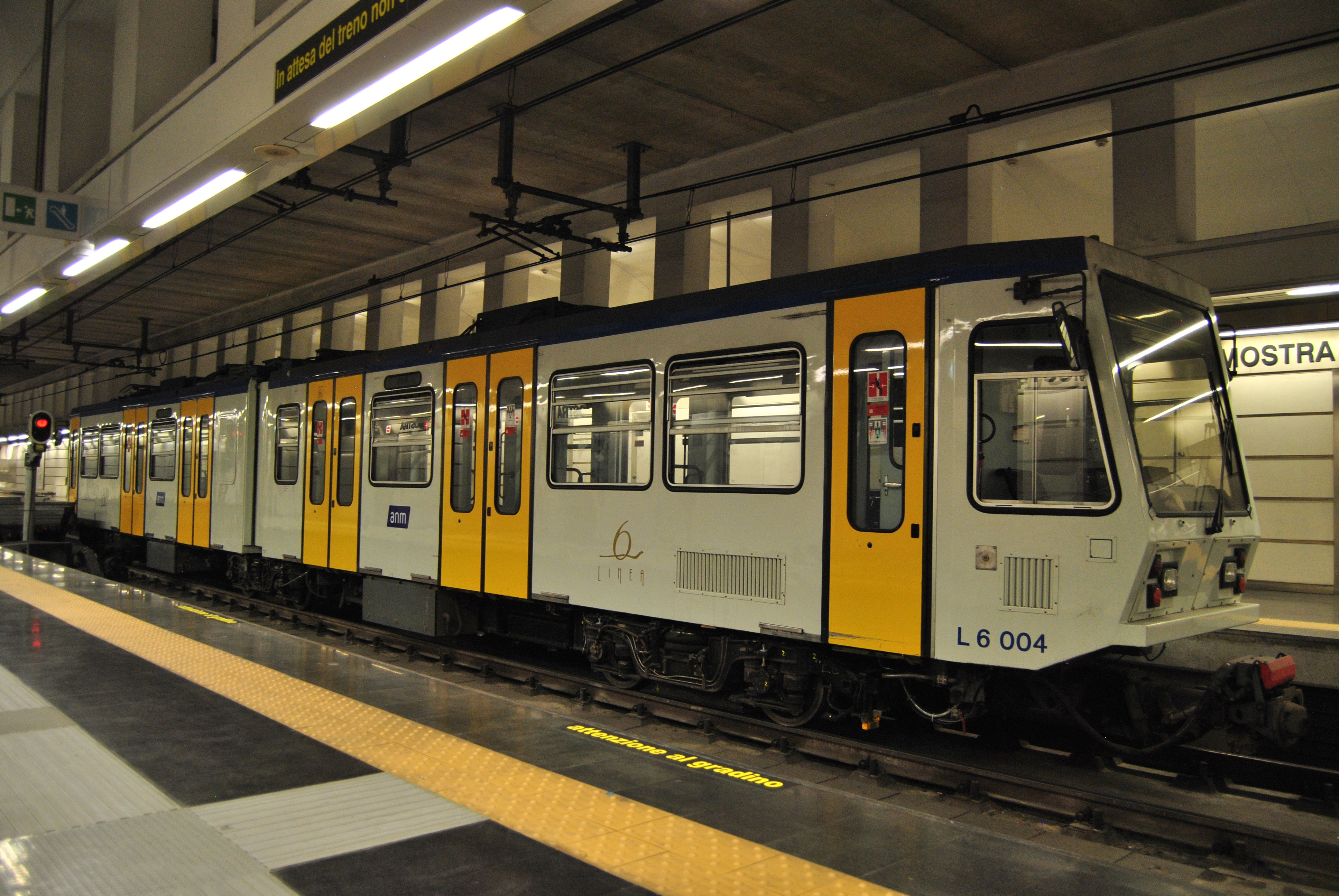
Firema T67 L.6 (linea 6)
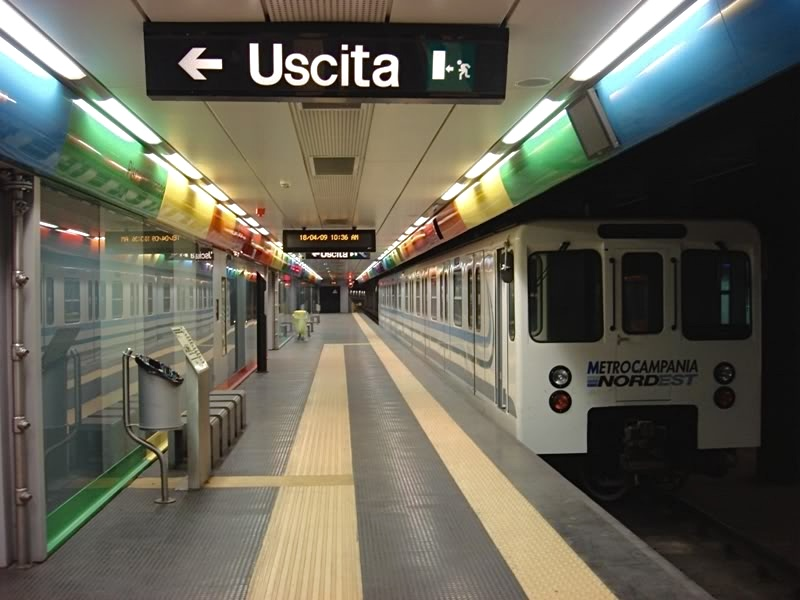
MA 100 (linea 11, in dismissione)

Le originali elettromotrici M1 della linea 1 avevano una velocità massima di 80 km/h; normalmente erano composte da due unità di trazione agganciate l'una all'altra, ogni unità di trazione era composta da due motrici (in testa e in coda) unite tra loro, ogni motrice aveva 30 posti a sedere e circa 200 posti in piedi, per un totale di circa 400 posti per ogni unità. I posti totali di ogni treno (2 unità di trazione, cioè 4 motrici totali) erano quindi poco più di 800, di cui 120 a sedere. Inizialmente i convogli erano composti da sei motrici (3 unità di trazione) ed occupavano tutta la lunghezza delle banchine alle stazioni; successivamente, a causa dell'ampliamento della linea e della scarsità dei convogli a disposizione, per mantenere una buona frequenza delle corse i convogli sono stati accorciati. A partire dall'agosto 2023, con l'entrata in servizio del nuovo materiale rotabile targato CAF, i treni ripresero a circolare nella loro originaria composizione di 3 unità di trazione. Le elettromotrici sono state in seguito ritirate dal servizio e accantonate in deposito durante il 2024.
Dal 18 ottobre 2022 sono operativi i primi 17 dei 24 nuovi convogli Inneo della società spagnola CAF. Le vetture sono composte da 6 carrozze tutte collegate tra loro, per una lunghezza totale di 108 metri; le carrozze sono dotate di impianto di condizionamento, Wi-Fi, indicatori LED, display TFT, sistemi per la riduzione del rumore e postazione per sedia a rotelle. I nuovi convogli possono trasportare contemporaneamente circa 1.200 persone, di cui 130 sedute.
I convogli utilizzati sulla linea 6 sono invece le elettromotrici MN L.6 001-006, che vennero ordinate per essere impiegate lungo una tranvia, nota come Linea Tranviaria Rapida la quale doveva originariamente correre da piazzale Tecchio fino a Ponticelli passando per piazza Municipio.
I convogli utilizzati sulla linea 11 inizialmente furono tre convogli della linea 1. Successivamente furono acquistati e modificati alcuni treni di elettromotrici MA 100 usati precedentemente sulla linea A di Roma.

### Rimessaggio e manutenzione

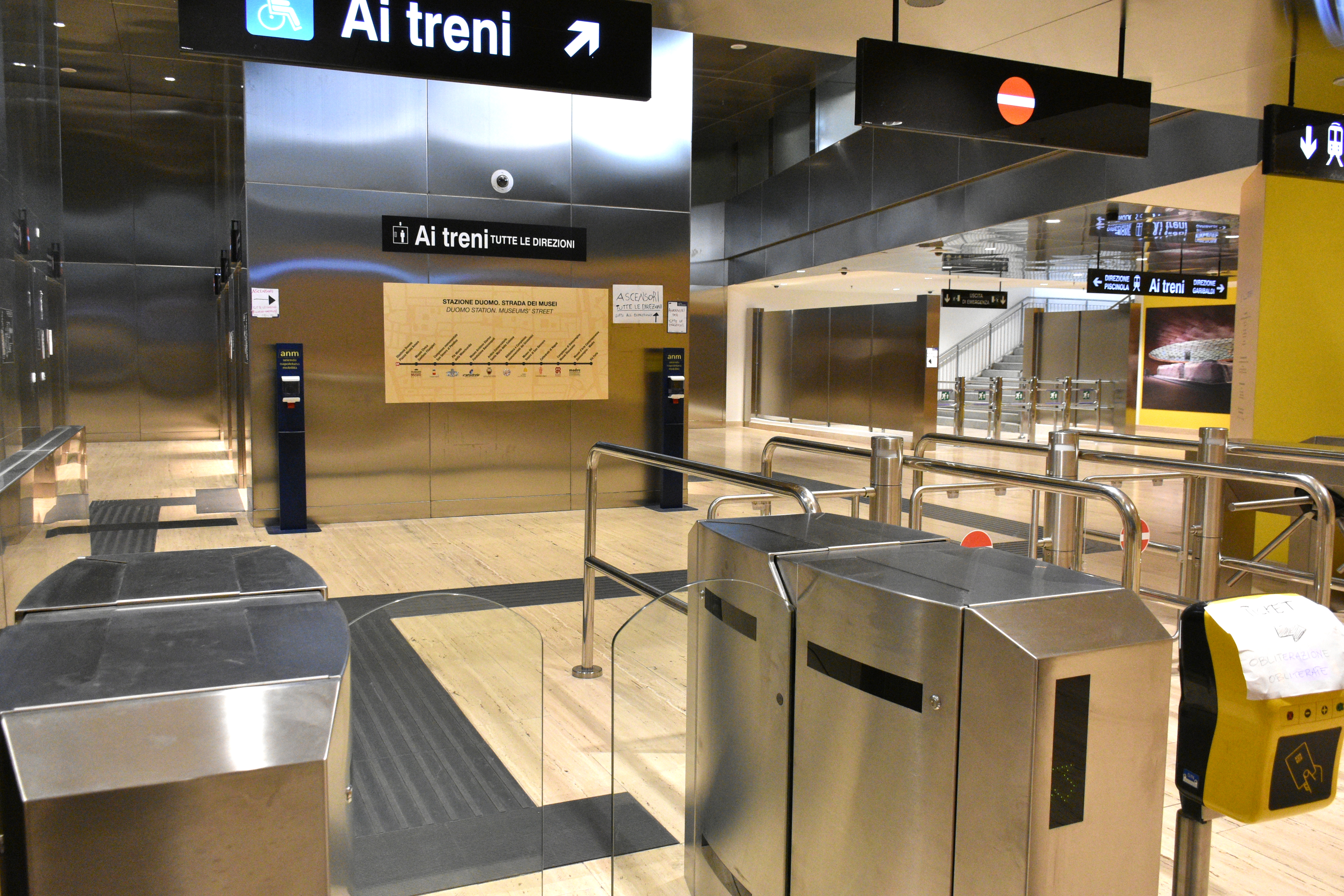
Tornelli della stazione di Duomo

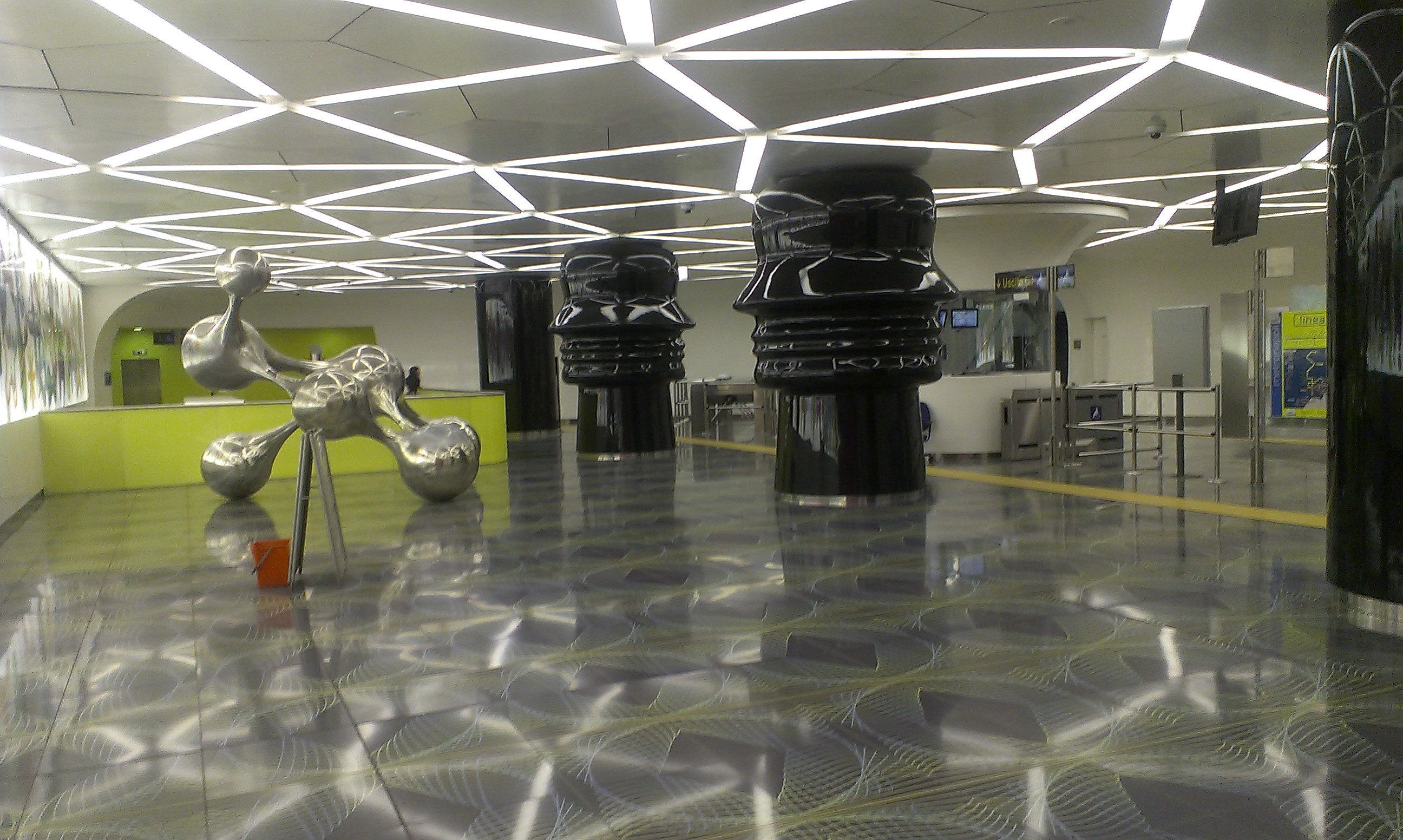
La sala biglietteria della stazione Università

Ognuna delle due linee dispone di un deposito, ovvero di un luogo deputato per il rimessaggio e la manutenzione dei convogli.
Il deposito della linea 1, detto «di Piscinola» (in quanto situato in loco), occupa una superficie di 15000 m² e comprende le seguenti aree:
1. Officina per la manutenzione dei rotabili;
2. Rimessa per il lavaggio e il ricovero dei rotabili;
3. Rimessa per il ricovero di veicoli ausiliari per la manutenzione della linea;
4. Magazzino di stoccaggio materiali;
5. Spogliatoi per gli addetti alla manutenzione;
6. Palazzina in cui risiede il personale che controlla la manovra dei convogli in ambito Deposito.

Le attrezzature tecnologiche dell'officina comprendono:
1. Centrale termica che serve i complessi del deposito;
2. Impianto di distribuzione aria compressa;
3. Impianto di disinibizione gasolio;
4. Impianto antincendio a sprinkler.

La linea 6, invece, è dotata di un'officina provvisoria (situata poco dopo la stazione Mostra), costruita per permettere la manutenzione dei pochi convogli che correvano lungo la linea. È in costruzione il deposito di Arsenale, di maggiori dimensioni e dotato di maggiori attrezzature.
La linea 11 utilizza in via provvisoria il deposito Piscinola della linea 1 della metropolitana di Napoli. È in costruzione un nuovo deposito presso il comune di Giugliano.

## Frequentazione
| Anno | Anno |  | Passeggeri | Passeggeri    |
| ---- | ---- |  | ---------- | ------------- |
| 2023 | 2023 |  | 38 233 750 | [ 50 ] [ 51 ] |
| 2022 | 2022 |  | 27 919 940 | [ 52 ] [ 53 ] |
| 2021 | 2021 |  | 18 516 803 | [ 54 ] [ 55 ] |
| 2020 | 2020 |  | 15 961 747 | [ 56 ] [ 57 ] |
| 2019 | 2019 |  | 43 522 844 | [ 58 ] [ 59 ] |
| 2018 | 2018 |  | 43 218 301 | [ 60 ] [ 61 ] |
| 2017 | 2017 |  | 45 056 284 | [ 61 ] [ 62 ] |
| 2015 | 2015 |  | 41 114 530 | [ 63 ]        |

## Le stazioni dell'arte

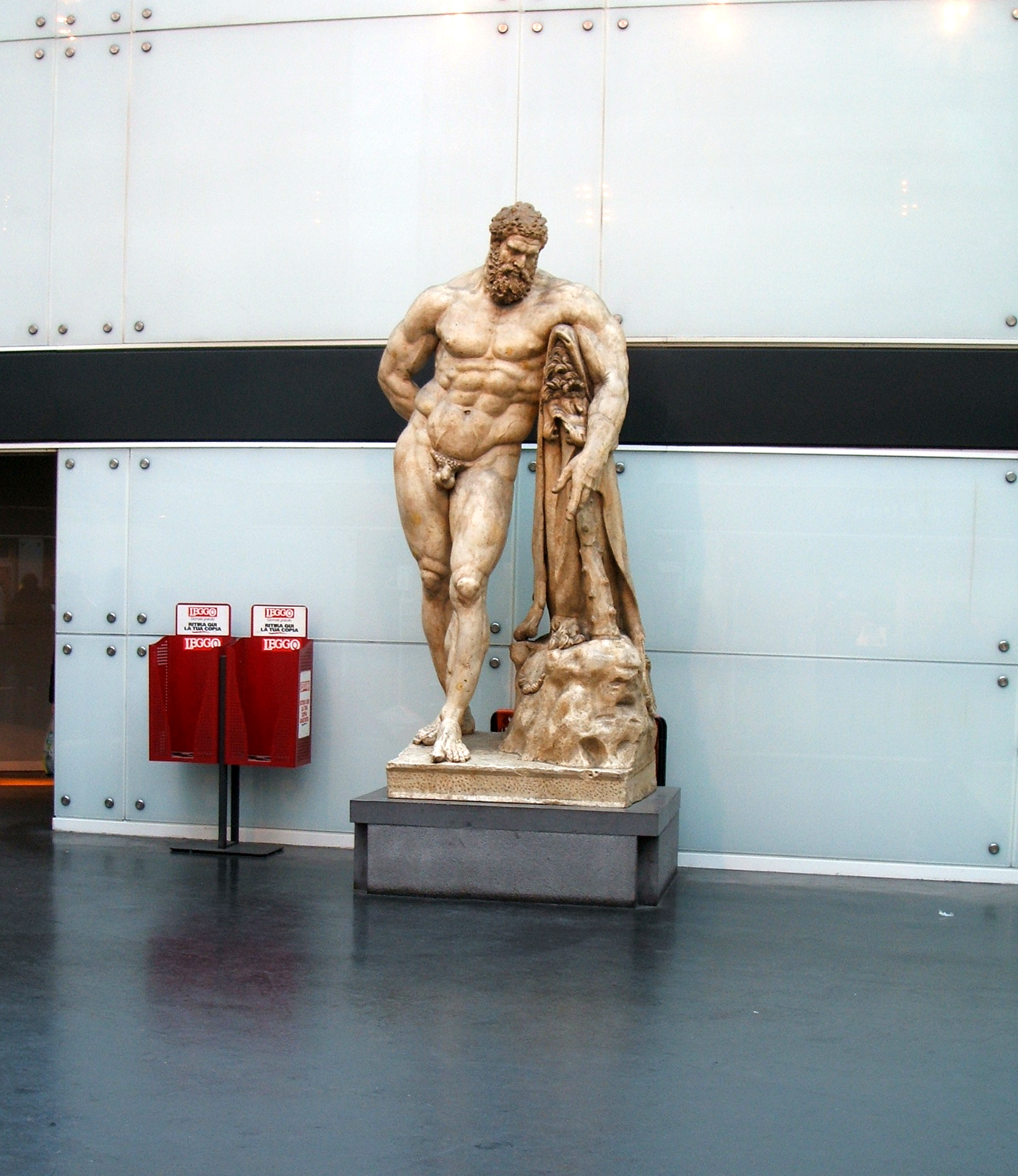
Riproduzione dell'Ercole Farnese, esposta nell'atrio della stazione Museo.

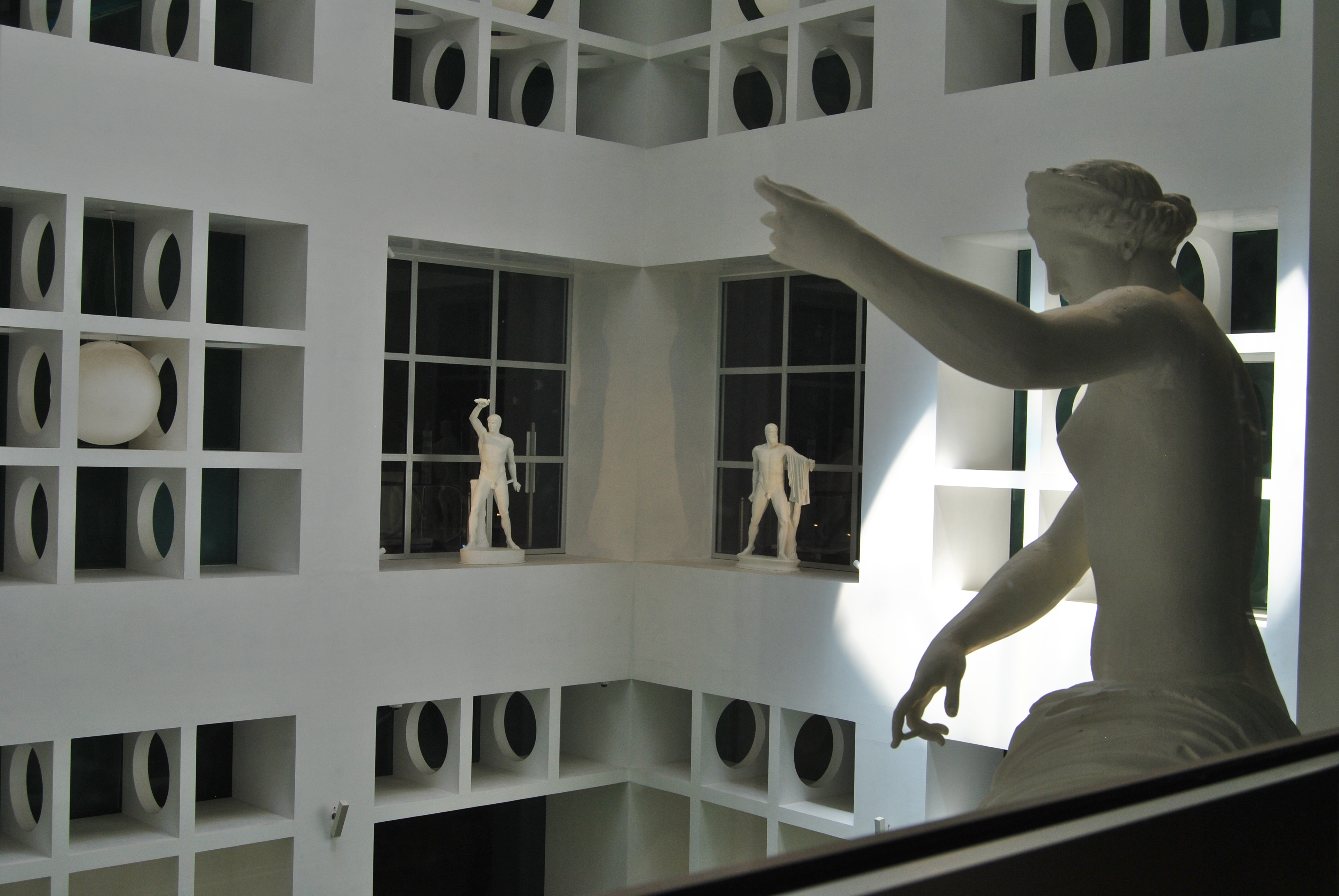
Particolare del piano Ceres della stazione Chiaia con le riproduzioni delle statue della collezione Farnese.

Con la costruzione e il potenziamento delle varie linee è stato promosso dal comune di Napoli il progetto Stazioni dell'arte (Piano delle 100 stazioni) che consiste nell'affidare la progettazione delle stazioni a noti artisti ed architetti contemporanei. Successivamente la regione Campania ha emanato una delibera (deliberazione del 19/05/2006 n. 637) sulle linee guida per la progettazione e realizzazione delle stazioni della rete ferroviaria regionale.
L'obiettivo perseguito dalle amministrazioni è quello di costruire stazioni che siano sia funzionali sia contemporaneamente centri di aggregazione belli e confortevoli; contestualmente l'obiettivo è quello di riqualificare urbanisticamente le zone circostanti.
Per il resto, le stazioni dell'arte sono distribuite lungo le linee 1, 6 e 11 e contengono numerose opere d'arte contemporanea pensate appositamente per le stazioni e prodotte da artisti di fama internazionale oppure da giovani architetti locali, e sono state premiate come le stazioni più belle d'Europa.

## I reperti archeologici

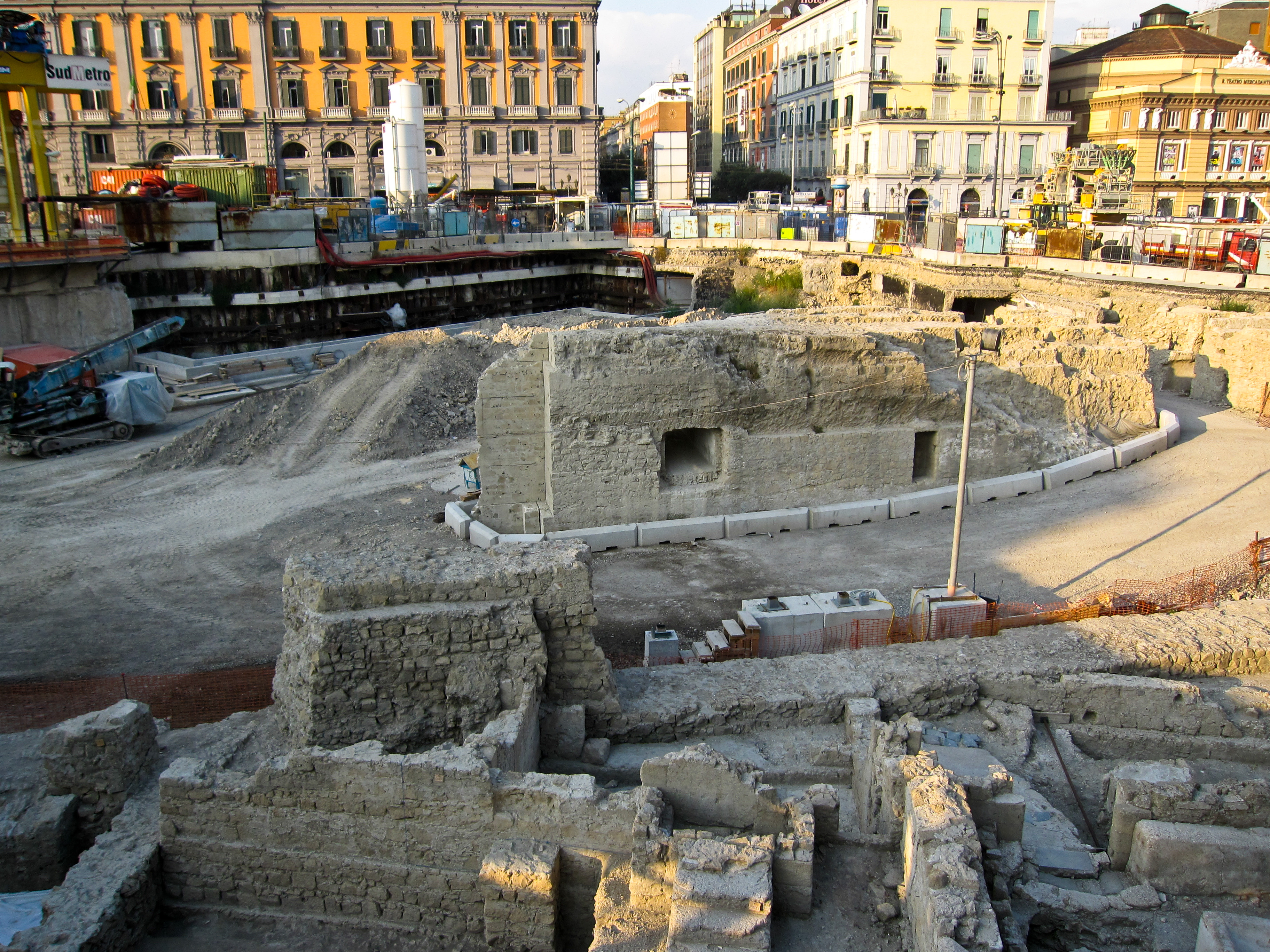
La città greco-romana riaffiora negli scavi della stazione Municipio, nell'omonima piazza.

Durante gli scavi della metropolitana sono stati rinvenuti numerosi reperti archeologici.
Questi ultimi, attribuibili all'epoca preistorica, greca, romana, bizantina, medievale e aragonese, offrono un'ottima testimonianza della Napoli antica e sono oggi esposti nella Stazione Neapolis, un piccolo ambiente museale facente parte del più grande complesso del Museo archeologico nazionale di Napoli.

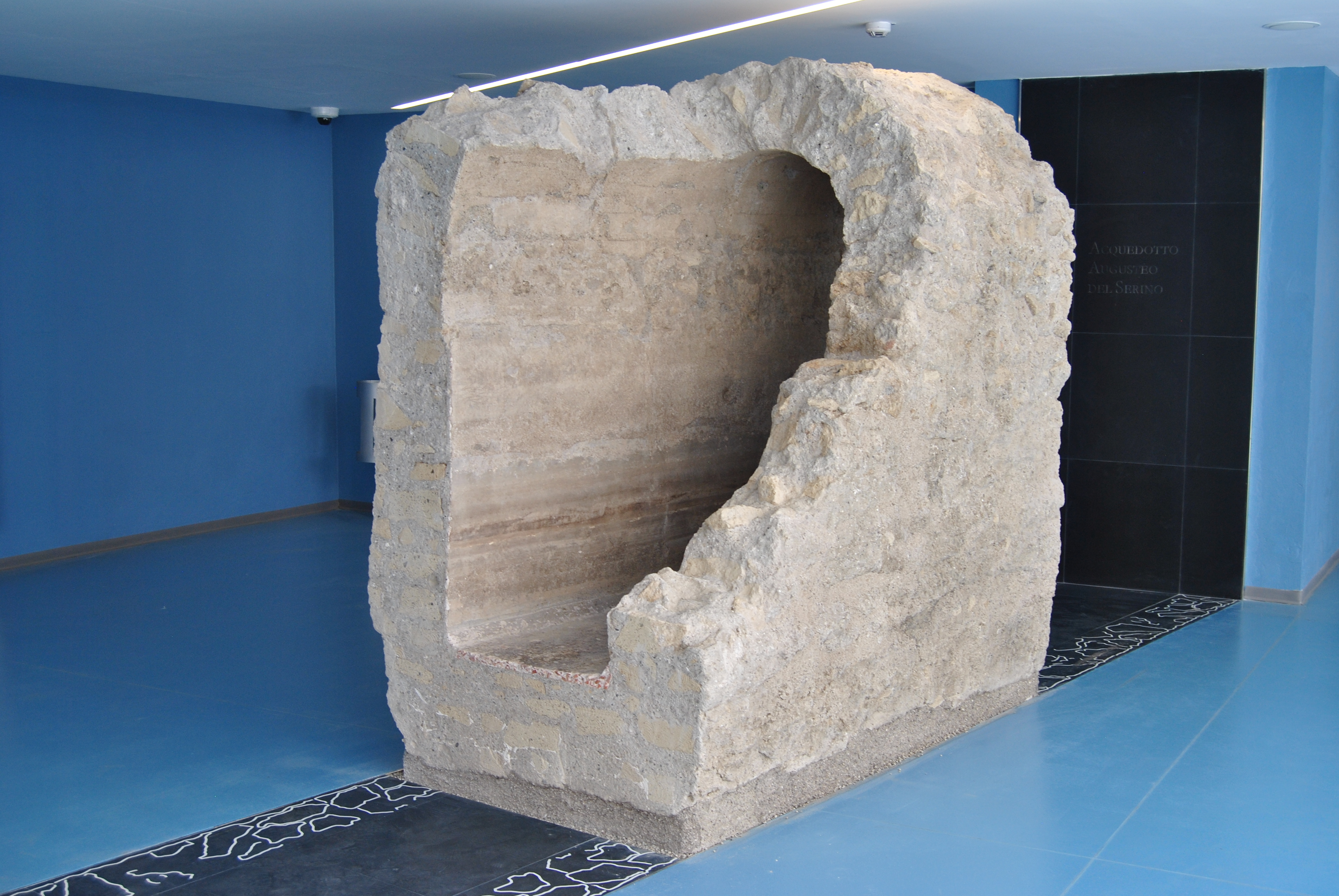
Resto dell'acquedotto romano del Serino esposto nella stazione Chiaia

Le sei stazioni dove sono stati portati alla luce più reperti, situate nella tratta bassa della linea 1 e linea 6 sono:
- Salvator Rosa
- Toledo
- Municipio Porto
- Università
- Duomo
- Chiaia

## Sviluppi futuri

### Prolungamenti
| Linea                           | Tratta o stazione                | Stato          | Inaugurazione prevista | Lunghezza   | Stazioni |
| ------------------------------- | -------------------------------- | -------------- | ---------------------- | ----------- | -------- |
|                                 | Centro Direzionale - Capodichino | in costruzione | 2025-2026              | 3,2 km      | 3        |
| Piscinola-Scampia - Capodichino | 2025-2027                        | in costruzione | 4,1 km                 | 4           |          |
| Piscinola-Scampia - Capodichino | 2025-2027                        | in costruzione | 4,1 km                 | 4           |          |
|                                 | Mostra - Campegna                | finanziata     | —                      | da definire | 1        |
| Campegna - Nisida               | in progettazione                 | 3              | —                      | da definire |          |
| Campegna - Posillipo            | in progettazione                 | 1              | —                      | da definire |          |

#### Linea 1

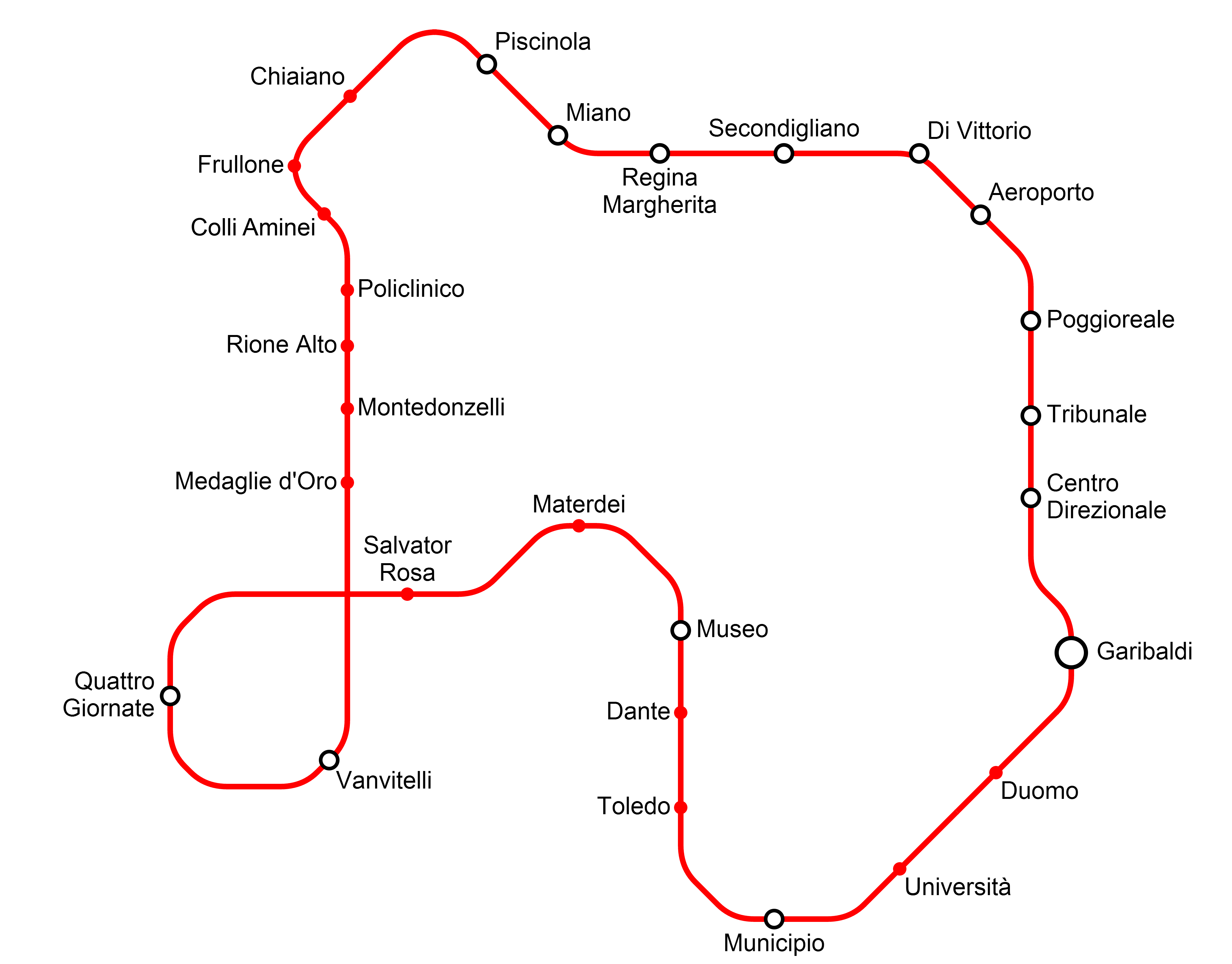
Mappa futura della linea 1.

Il completamento della linea 1 prevede la realizzazione di un «anello strategico» che si chiuderà a Piscinola passando per piazza Garibaldi, il Centro Direzionale e l'aeroporto di Capodichino: in questo modo verrà ampliata notevolmente la lunghezza della linea, che da 18 km diventerà di 25 km.
Il completamento della linea è previsto in due fasi:
1. Centro Direzionale - Aeroporto: fase pre-conclusiva, in cui sarà possibile collegare il porto, la stazione ferroviaria e l'aeroporto in sole otto stazioni.
2. Aeroporto - Piscinola: fase conclusiva, che costituirà la chiusura dell'«anello ferroviario» ed il completamento della linea 1.

Attualmente la frequenza minima garantita dei treni è di 9 minuti.

#### Linea 6
La linea 6 si estenderà verso ovest e prolungherà la linea da piazzale Tecchio con una biforcazione fino al quartiere di Posillipo e il quartiere di Bagnoli.

#### Linea 11
Attualmente sono in corso di completamento le stazioni incluse nella tratta Piscinola - Di Vittorio, che contribuiranno alla chiusura dell'anello metropolitano della linea 1. Per il futuro è prevista la circolazione promiscua di entrambe le linee sullo stesso tracciato, in modo da avere un percorso anulare servito dalla linea 1, ed un percorso a sei servito dalla linea 11, partendo dalla stazione in sopraelevata di Piscinola, passando per la stessa stazione sotterranea giungendo infine ad Aversa Centro.
Inoltre era previsto in origine un prolungamento fino a Santa Maria Capua Vetere, ma per mancanza di fondi dal 2010 il progetto è in sospeso, e si sono valutate alternative più economiche per sfruttare quanto già costruito, come la realizzazione di un tram.

### Linee future
| Linea    | Tratta                        | Nuove stazioni previste | Nuove città servite dalla linea       | Note                                                                                         |
| -------- | ----------------------------- | ----------------------- | ------------------------------------- | -------------------------------------------------------------------------------------------- |
| Linea 10 | Carlo III - Afragola Centro   | 10                      | Napoli, Casoria, Casavatore, Afragola | Tratta finanziata e in progettazione. Interscambio con stazione "Di Vittorio" della Linea 1. |
| Linea 10 | Principe Umberto - Carlo III  | 1                       |                                       | Interscambio con la stazione "Garibaldi" della linee 1, linea 2 e linee Circumvesuviana.     |
| Linea 10 | Afragola Centro - Afragola AV | 1                       |                                       |                                                                                              |

Nel 2022 è stato definitivamente approvato da Regione Campania, Comune di Napoli e Città Metropolitana - e finanziato con circa 800 milioni di euro - il progetto della Linea 10, nota anche come LAN (Linea Afragola-Napoli): l'infrastruttura metropolitana collegherà il centro della città con la linea dell'Alta Velocità presso la stazione di Napoli Afragola. Il progetto prevede l'utilizzo di una metropolitana leggera automatica (fermate funzionali, banchine corte da 60 metri) con un tracciato lungo 13 km e 13 stazioni, di cui 5 all'interno del comune di Napoli e la restante parte nei comuni di Casavatore, Casoria e Afragola: Principe Umberto (interscambio con linee 1 e 2), Carlo III, Ottocalli, Leonardo Bianchi e Di Vittorio.
Nel 2021 viene presentato il progetto delle due linee di gronda a servizio della zona nord di Napoli: la prima, ad ovest, che colleghi la stazione Chiaiano della linea 1 alla stazione Licola della ferrovia Circumflegrea, utilizzando in parte il sedime della vecchia e dismessa ferrovia Alifana bassa, attraversando i comuni di Giugliano, Qualiano, Villaricca, Calvizzano, Marano e Mugnano, con una biforcazione per raggiungere il Litorale Domitio; la seconda, ad est, che colleghi la zona di Giugliano con l'area nolana, passando per diversi centri abitati come Cardito e Afragola. Nel 2025 il progetto viene rivisito e convertito in due linee di monorotaia, con tracciati differenti da quelli precedentemente proposti, a cui si aggiunge una terza linea sotterranea in territorio urbano che dovrebbe collegare la Zona ospedaliera con la Porta Piccola del Bosco di Capodimonte. Tali opere sono in attesa di finanziamento, stimato intorno ai 2,5 miliardi di euro.
Nel 2024 è stato ufficialmente presentato il progetto di una nuova linea metropolitana che collegherà la stazione Di Vittorio con i comuni di Arzano Grumo Nevano, Casandrino, e Sant'Antimo, per poi congiungersi alla linea 11 nella tratta ferroviaria tra Aversa Ippodromo e Giugliano. Il progetto rappresenta un'evoluzione del cosiddetto "baffo di Arzano", che doveva essere una diramazione della linea 10 nel suddetto comune. Le fermate progettate sono: Casavatore-Arzano, Arzano-Villa Comunale, Arzano-Alberto Gallo, Grumo Nevano, Casandrino-Giovanni Minzoni, Casandrino-Giovanni Falcone, Sant'Antimo-Piazza della Repubblica e Sant'Antimo-Arturo Toscanini.